# Фредерикс, Константин Платонович
Барон Константин Платонович Фредерикс (1858—1910) — нижегородский губернатор (1905—1906). Двоюродный брат министра императорского двора Владимирa Борисовичa Фредериксa. Отец физика Всеволодa Константиновича Фредериксa.

## Биография
Служба выпускника Пажеского корпуса началась в лейб-гвардии Уланском Его Величества полку.
Участвовал во множестве боев и сражений. 
Участвовал в русско-турецкой войне 1877-78 гг.
До 1891 года служит в Польше чиновником особых поручений, затем Сибирь, вице-губернаторство в Тобольской губернии. И только через пять лет ему, уже в чине статского советника, удалось перебраться на Волгу.
Ни особыми способностями, ни деловой инициативой Константин Платонович не отличался. Зато безукоризненно выполнял все поручения губернаторов.
Серьёзные неприятности начались в 1905 году, когда Фредерикс после отставки Унтербергера стал исполняющим должность губернатора.
Оказавшись в новой роли, он не нашел в себе сил для противодействия революционной анархии, безропотно отдает власть в руки стачечного комитета, закрывает неугодные тому газеты.
Отстранен от должности и осужден в 1906 г. за взяточничество.

## Пресса о Фредриксе
«Санкт-Петербург. Высочайшим распоряжением повелено быть вице-губернатору нижегородскому — барону К.П. Фредериксу — губернатором нижегородским.»— «Русские ведомости», 11 января 1906 г.

«Нижегородский губернатор барон К. П. Фредерикс все время нуждался в деньгах.»— «Новое время», 1 февраля 1907 г.

«Барон Фредерикс, будучи нижегородским губернатором, не уплатил 1300 рублей за купленную им в Москве мебель в магазине Смирнова…»— «Нижегородская земская газета», 25 января 1907 г.

«…По иску Лесового с барона Фредерикса решением Нижегородского окружного суда было взыскано 2000 рублей.»— «Нижегородская земская газета», 25 января 1907 г.

## Семья
Отец: барон Платон Александрович Фредерикс (1828—1888) — генерал-лейтенант, генерал-адъютант, генерал-губернатор Восточной Сибири.  
Мать: баронесса Варвара Петровна Фредерикс (Пономарева). 
Жена: Ольга Владимировна (1859—1920), дочь барона В. М. Менгдена. Их сын:
- Всеволод Константинович Фредерикс (1885—1944)